# Cílix
En la mitología griega Cílix o Cílice (en griego antiguo Κίλιξ, Kílix) era un hijo del rey de Tiro y el héroe epónimo de las tierras de Cilicia.
Según Apolodoro Cílix tenía por hermanos a Cadmo, Fénix y Europa. Sus padres fueron Agénor y Telefasa, no obstante la versión más antigua lo imagina como hijo de Fénix y Casíope.  Tardíamente se lo imaginó como hijo de Agénor y Tiro.
En cuanto a su descendencia, Ferecides opina que Taso, otro héroe epónimo, era hijo de Cílix. Una versión aberrante nos habla además de una hija, Tebe; esta se desposó con Coribante, el hijo de Yasión y Cibeles.
Zeus vio un día a Europa recogiendo flores y se enamoró inmediatamente de ella. Se transformó en un toro blanco y raptó a Europa, llevándola a la isla de Creta. Allí le reveló su auténtica identidad y la convirtió en la primera reina de Creta. Cadmo fue enviado en busca de su hermana y recorrió la región de Beocia, fundando la ciudad de Tebas. Cílix, el otro hermano de Europa, también partió en su busca, pero al no poder encontrarla se estableció en una región próxima a Fenicia (Asia Menor). El país tras su llegada se llamó Cilicia en su honor, país ubicado a orillas del río Píraso.